# DT捨テル/レッツゴーED
「DT捨テル／レッツゴーED」（ディーティーすテル／レッツゴーイーディー）は、ゴールデン・イクシオン・ボンバー DTのシングル。2012年11月7日にスクーデリア・ユークリッド（Zany Zapレーベル）から発売された。

## 概要
ゴールデンボンバーとテレビアニメ『イクシオン サーガ DT』のキャストによるユニット「ゴールデン・イクシオン・ボンバー DT」のシングル。ゴールデンボンバーとしては前作「酔わせてモヒート」以来約1年ぶりのリリースとなった。
「DT捨テル」は、メジャー7thアルバム『ゴールデンベスト〜Brassiere〜』に収録されている「元カレ殺ス」のアレンジ曲で、同アニメのオープニングテーマとして使用された。火風紺（江口拓也）、セングレン（中井和哉）、マリアン（福山潤）、ヒメ（三上枝織）、ペット（細谷佳正）が参加している。
「レッツゴーED」は、メジャー8thアルバム『ゴールデン・アワー〜上半期ベスト2010〜』に収録されている「レッツゴーKY」のアレンジ曲で、同アニメのエンディングテーマとして使用された。エレクパイル（神谷浩史）、バリアシオン（梶裕貴）、レオン（杉田智和）、ギュスターヴ（鈴村健一）、KT（斎賀みつき）が参加している。
販売形態は初回限定盤A（PCCG-90083）・初回限定盤B（PCCG-90084）・初回限定盤C（PCCG-90085）・通常盤（PCCG-90086）の4種リリースで、初回限定盤Cには「DT捨テル」と「レッツゴーED」の原曲が収録されている。初回限定盤AとBでは火風紺とエレクパイル以外をゴールデンボンバーに扮したジャケット、初回限定盤CはSD化された火風紺、エレクパイル、ゴールデンボンバーのジャケット、通常盤は火風紺以外を変装していないゴールデンボンバーのジャケットがそれぞれデザインされている。
Billboard JAPANの平賀哲雄は、「想像を絶するディープな内容に仕上がっている。」と評している。

## 収録曲
（全作詞：鬼龍院翔・やしきん・山田くも〈「元カレ殺ス」「レッツゴーKY」を除く〉、作曲：鬼龍院翔、編曲：鬼龍院翔・tatsuo）

### 初回限定盤A
1. DT捨テル（TVサイズ） [1:35]
歌詞表記：高松信司
テレビアニメ『イクシオン サーガ DT』オープニングテーマ
2. レッツゴーED（TVサイズ） [1:31]
テレビアニメ『イクシオン サーガ DT』エンディングテーマ
3. DT捨テル [3:36]
4. レッツゴーED [4:20]
5. DT捨テル（金爆Ver.）
6. レッツゴーED（金爆Ver.）
7. DT捨テル（金爆コーラス有カラオケ）
8. レッツゴーED（金爆コーラス有カラオケ）

CD EXTRA
- 歌広場淳のアフレコ探訪 Part1

### 初回限定盤B
1. DT捨テル（TVサイズ） [1:35]
2. レッツゴーED（TVサイズ） [1:31]
3. DT捨テル（紺Ver.） [3:36]
4. レッツゴーED（エレクVer.） [4:20]
5. DT捨テル（紺×喜×歌×樽Ver.）
6. レッツゴーED（エレク×喜×歌×樽Ver.）
7. DT捨テル（ヒメ御一行コーラス有カラオケ）
8. レッツゴーED（インコグニートコーラス有カラオケ）

CD EXTRA
- 歌広場淳のアフレコ探訪 Part2

### 初回限定盤C
1. DT捨テル（TVサイズ） [1:35]
2. レッツゴーED（TVサイズ） [1:31]
3. DT捨テル [3:36]
4. レッツゴーED [4:20]
5. 元カレ殺ス
作詞：鬼龍院翔
6. レッツゴーKY
作詞：鬼龍院翔
7. DT捨テル（金爆×ヒメ御一行コーラス有カラオケ）
8. レッツゴーED（金爆×インコグニートコーラス有カラオケ）

CD EXTRA
- 元カレ殺ス（2012.6.9 Live at 大阪城ホール）
- レッツゴーKY（2012.6.17 Live at 横浜アリーナ）

### 通常盤
1. DT捨テル（TVサイズ） [1:35]
2. レッツゴーED（TVサイズ） [1:31]
3. DT捨テル [3:36]
4. レッツゴーED [4:20]
5. DT捨テル（紺×喜×歌×樽Ver.）
6. レッツゴーED（エレク×喜×歌×樽Ver.）
7. DT捨テル（Instrumental）
8. レッツゴーED（Instrumental）

CD EXTRA
- 「イクシオン サーガ DT」オープニング映像（金爆風味Ver.）
- 「イクシオン サーガ DT」 エンディング映像（金爆風味Ver.）